# Pseudobryobia canescens
Pseudobryobia canescens är en spindeldjursart som beskrevs av Baker och James P. Tuttle 1972. Pseudobryobia canescens ingår i släktet Pseudobryobia och familjen Tetranychidae. Inga underarter finns listade i Catalogue of Life.